# Hapag-Lloyd Flug
Hapag-Lloyd Flug (w latach 2005 - 2007 pod nazwą Hapagfly) – założona w 1972 roku niemiecka linia lotnicza z siedzibą w Hanowerze. Linie wykonywały głównie połączenia czarterowe do popularnych kurortów europejskich. W styczniu 2007 roku z połączenia Hapag-Lloyd Express i Hapag-Lloyd Flug powstał TUIfly.

## Flota
W chwili zaprzestania działalności Hapag-Lloyd Flug flota liczyła 42 samoloty:
- 1 Airbus A300
- 5 Airbus A310
- 36 Boeing 737